# Tydeus lambi
Tydeus lambi är en spindeldjursart som beskrevs av Baker 1970. Tydeus lambi ingår i släktet Tydeus och familjen Tydeidae. Arten är reproducerande i Sverige. Inga underarter finns listade i Catalogue of Life.